# Saula oculata
Saula oculata es una especie de coleóptero de la familia Endomychidae.

## Distribución geográfica
Habita en Sumatra y Borneo.